# Bruna Guerin
Bruna Guerin (São Paulo, 10 de agosto de 1985), é uma atriz, cantora, dançarina e dubladora brasileira.

## Carreira
Bruna Guerin é atriz, bailarina, dubladora e cantora, formada em Rádio e TV na FIAM e pela Oficina de Atores Nilton Travesso.
Bruna estreou no teatro aos 17 anos, no papel de Julieta, na peça Romeu e Julieta, ainda no teatro, a atriz atuou na peças Hair, O Mágico de Oz e The Rocky Horror Show. Em 2015, a atriz ganhou o prêmio Bibi Ferreira de melhor atriz por protagonizar Urinal, o musical, com direção de Zé Henrique de Paula. No ano seguinte, ao lado de Claudia Raia, protagonizou também a peça Cantando na Chuva.
Já na Televisão, em 2007, participou da novela Duas Cara, também participou das séries A Vida Secreta dos Casais na HBO, DesEncontros na Sony, Homens? na Amazon e Coisa Mais Linda na Netflix. Em 2020, Bruna Guerin foi escalada para novela Salve-se Quem Puder, da Rede Globo, no papel de Petra, irmã invejosa de Deborah Secco e rival de Vitória Strada na disputa pelo amor de Thiago Fragoso.

## Filmografia
| Ano       | Titulo                          | Personagem    | Notas                                                   |
| --------- | ------------------------------- | ------------- | ------------------------------------------------------- |
| 2007      | Duas Caras                      |               |                                                         |
| 2008      | Por Toda Minha Vida - Chacrinha | Wanderléa     |                                                         |
| 2016      | Tempero Secreto                 |               |                                                         |
| 2017      | A Vida Secreta dos Casais       | Joyce         | Episódio: Algumas meninas escolhem fazer a coisa errada |
| 2018      | (Des)Econtros                   | Gabi          | Episódios: Lucas e Gabi e Amanda e Diego                |
| 2019      | Homens?                         |               | Episódio: Seu Segredo está guardado com a gente         |
| 2019      | Coisa Mais Linda                | Carla         |                                                         |
| 2020-2021 | Salve Se Quem Puder             | Petra Máximo  |                                                         |
| 2021      | Desjuntados                     | Recepcionista | Episódio: Desmoronar                                    |
| 2021      | SocialMente                     | Vicky         | Filme                                                   |
| 2022      | Fluxo                           | Carla         | Filme                                                   |
| 2022      | Meu Album de Amores             | Bruna         | Filme                                                   |
| 2023      | Negociador                      | Marina        | Episódio 4: "Até que a Vida nos Separe"                 |

## Teatro
| Ano       | Título                                    | Personagem            | Notas        |
| --------- | ----------------------------------------- | --------------------- | ------------ |
| 2002      | Romeu e Julieta - O Musical Brasileiro    | Julieta               |              |
| 2005      | O Musical dos Musicais                    |                       |              |
| 2007      | Garota Glamour                            | Linda                 |              |
| 2007-2008 | Lado B - Mudaram as Estações              |                       |              |
| 2008      | A Sessão da Tarde                         |                       |              |
| 2009-2010 | Os Saltimbancos                           | A galinha             | Principal    |
| 2010      | Hair                                      | Tribo e Mãe do Claude |              |
| 2012      | O Mágico de Oz                            | Glinda e Tia Em       | Principal    |
| 2015      | Urinal, O Musical                         | Luz                   | Protagonista |
| 2016      | The Rocky Horror Show                     | Janet Weiss           | Protagonista |
| 2017      | Lembro Todo Dia de Você                   | Maristela             | Principal    |
| 2017      | Cantando na Chuva                         | Kethy Selden          | Protagonista |
| 2018      | Cinderella, o Musical                     | Cinderella            | Protagonista |
| 2018      | Natasha, Pierre e o Grande Cometa de 1812 | Natasha Rostova       | Protagonista |
| 2019      | Lazarus                                   | Garota                | Principal    |
| 2022      | Terremotos                                | Yasmin                | Principal    |
| 2022      | Cabaret dos Bichos                        | Flip/Violeta          | Principal    |
| 2022      | O Pequeno Príncipe, O Musical             | Rosa                  | Principal    |
| 2023      | O Dilema do Médico                        | Jennifer Dubedat      | Principal    |
| 2023      | Once, O Musical                           | Ela                   | Protagonista |
| 2023      | Kiss Me Kate – O Beijo da Megera          | Luiza/ Bianca         | Principal    |
| 2024      | Once, O Musical                           | Ela                   | Protagonista |
| 2024      | Um Porre de Shakespeare                   | Lady Macbeth          | Principal    |

## Dublagem
| Ano       | Título                    | Personagem                 | Notas |
| --------- | ------------------------- | -------------------------- | ----- |
| 2018      | O Retorno de Mary Poppins | Mary Poppins               | Voz   |
| 2018-2019 | Hora do Rock              | Duda                       | Voz   |
| 2020      | Zuzubalândia              | Aranha Garfídea/Maria Mole | Voz   |
| 2016-2021 | Os Under-Undergrounds     | Layla Bach                 | Voz   |
| 2021      | Jungle Cruise             | Dr. Lily Houghton          | Voz   |
| 2023      | Ahsoka                    | Shin Hati                  | Voz   |

## Internet
| Ano  | Título                | Personagem | Notas          |
| ---- | --------------------- | ---------- | -------------- |
| 2018 | Arquitetura do Abismo |            | Curta-Metragem |
| 2020 | Do Seu Lado           | Iris       | Web Série      |

## Prêmios e Indicações
| Ano  | Prêmio                              | Categoria                                  | Trabalho                                  | Resultado |
| ---- | ----------------------------------- | ------------------------------------------ | ----------------------------------------- | --------- |
| 2010 | Prêmio Femsa de Teatro Infantil     | Melhor Atriz                               | Os Saltimbancos                           | Indicado  |
| 2015 | Prêmio Bibi Ferreira                | Melhor Atriz em Musical                    | Urinal, O Musical                         | Venceu    |
| 2015 | Prêmio Arte Qualidade Brasil        | Melhor Atriz de Espetáculo Teatral Musical | Urinal, O Musical                         | Indicado  |
| 2016 | Prêmio Reverência de Teatro         | Melhor Atriz Coadjuvante                   | Rocky Horror Show                         | Indicada  |
| 2018 | Prêmio Bibi Ferreira                | Melhor Atriz em Musical                    | Cantando na Chuva                         | Indicada  |
| 2018 | Prêmio Reverência de Teatro Musical | Melhor Atriz                               | Natasha, Pierre e o Grande Cometa de 1812 | Indicada  |
| 2018 | Prêmio Reverência de Teatro Musical | Melhor Ensemble                            | Natasha, Pierre e o Grande Cometa de 1812 | Indicada  |
| 2018 | Broadway World Brazil Awards        | Melhor Atriz (Musical)                     | Natasha, Pierre e o Grande Cometa de 1812 | Indicada  |
| 2018 | Broadway World Brazil Awards        | Melhor Elenco (Musical)                    | Natasha, Pierre e o Grande Cometa de 1812 | Venceu    |
| 2019 | Prêmio Bibi Ferreira                | Melhor Atriz em Musical                    | Natasha, Pierre e o Grande Cometa de 1812 | Indicada  |
| 2023 | Prêmio Bibi Ferreira                | Melhor Atriz em Musical                    | Once, O Musical                           | Venceu    |
| 2023 | Prêmio Destaque Imprensa Digital    | Melhor Atriz                               | Once, O Musical                           | Pendente  |
| 2023 | Prêmio Destaque Imprensa Digital    | Melhor Elenco                              | Once, O Musical                           | Pendente  |
| 2023 | Prêmio Destaque Imprensa Digital    | Melhor Atriz Coadjuvante                   | Kiss Me, Kate! O Beijo da Megera          | Pendente  |
| 2023 | Melhores do Teatro Blog do Arcanjo  | Melhor Performance Coreográfica em Musical | Kiss Me, Kate! O Beijo da Megera          | Venceu    |
| 2023 | Melhores do Teatro Blog do Arcanjo  | Melhor Ensamble em Musical                 | Kiss Me, Kate! O Beijo da Megera          | Venceu    |
| 2023 | Melhores do Teatro Blog do Arcanjo  | Melhor Melhor Atriz em Musical             | Once, O Musical                           | Venceu    |
| 2024 | Festival Sesc Melhores Filmes       | Melhor Atriz Nacional                      | Fluxo                                     | Pendente  |
| 2024 | Prêmio Bibi Ferreira                | Melhor Atriz Coadjuvante em Peça de Teatro | Kiss Me Kate! O Beijo da Megera           | Pendente  |